# منطقة هافري
منطقة هافري رمزها «HV» (بالإنجليزية: Haveri  District)‏ ، هو تقسيم إداري لدولة الهند تتبع ولاية كارناتاكا (بالإنجليزية: Karnataka)‏ ، مركزها هو مدينة هافري (بالإنجليزية: Haveri)‏ عدد سكانها حسب تعداد سنة 2001 هو 1,437,860 ، مساحتها 4,825 كم² وكثافة السكان 298 لكل كم² .